# Gli altri
Gli altri è un romanzo di Michele Prisco del 1999. Si tratta dell'ultimo romanzo pubblicato in vita dall'autore.
Il libro ha ottenuto il Premio Procida-Isola di Arturo-Elsa Morante e il Premio Città di Penn.

## Trama
Il libro è scandito su due piani spazio-temporali: la cornice narrativa si svolge negli anni 1997-1998 e ha come protagonista l'autore, Michele Prisco, il quale avrebbe trovato nella sua dimora di campagna (la Casarella sita a Vico Equense) il manoscritto di un romanzo corale da lui iniziato nel 1952 e poi inspiegabilmente abbandonato. Ripreso l'argomento, Prisco si accinge a una nuova stesura, ambientata sempre nel 1952: egli inserisce questo secondo romanzo intervallandone i capitoli con molti interventi di commento e riflessione, uniti a considerazioni sui personaggi, quelli che ha lasciato definitivamente e quelli che ha mantenuto nella riscrittura.
La storia si svolge nel centro di Napoli in prossimità della Basilica dello Spirito Santo e del Banco di Napoli. Alcuni tra i personaggi principali vivono nell'ex convento della basilica, riconvertito a uso abitativo.
La locuzione "Gli altri", che fornisce il titolo al libro, è molto ricorrente nel testo e sta a indicare almeno due diverse linee di pensiero: una riguarda l'autore che aveva inizialmente ideato un romanzo corale, ma poi aveva scelto di seguire le vicende di una donna anziana e solitaria, Amelia Jandoli. "Gli altri" sono i molti personaggi che non hanno avuto sviluppo e sono stati accantonati. Ma, nel ripercorrere le vicende di Amelia, data la condizione di isolamento perseguita dalla donna, "Gli altri" diventano anche coloro che, trovatisi in contatto con lei, la fanno sentire osservata e giudicata.

### La storia di Amelia Jandoli
Pietro Ferrara è un giovane che una sera giunge all'appartamento di Amelia Jandoli, sito in un ex convento riconvertito a uso abitativo, e le annuncia che Felice, un altro giovane, sta morendo e ha per giorni invocato la donna, sconosciuta a tutti i suoi familiari. Ora che l'ha trovata all'indirizzo indicato da Felice, Pietro insiste perché Amelia lo segua fino al Vomero, dal morente. i due non si sono mai visti e Amelia non conosce nessun giovane di nome Felice, tuttavia si rassegna a seguire Pietro, tante sono le insistenze di questi. Quando giungono a casa Caridei, Felice è morto e lo stanno preparando per la veglia funebre. Amelia è certa di non averlo visto mai e, dopo essersi sentita importuna, se ne torna a casa da sola, decisamente scossa.
Passano i giorni e Amelia si rende conto di voler conoscere almeno una parte dei motivi per cui è stata cercata; scrive una lettera a Pietro Ferrara, con l'intenzione di recapitargliela al Vomero, ma giunta nella zona, si imbatte nel ragazzo e i due si parlano in un bar. La richiesta che Amelia fa a Pietro è di poter incontrare Sandrino, fratello del morto, per approfondire il mistero che avvolge tutto l'insieme dei fatti. Trovando inutile consegnargli la lettera, la donna rimane in parola che il giorno dopo Sandrino andrà a trovarla a casa e i due si congedano. Pietro si premura di informare Sandrino dell'incontro e gli consiglia di frugare tra le carte di Felice e vedere se qualcosa emerge, per affrontare Amelia con elementi di qualche importanza.
Con molta ritrosia, Sandrino si accinge a questo compito: il risultato è la scoperta che il fratello voleva emigrare in America Latina e aveva pagato una considerevole somma a una società che doveva consentirgli di raggiungere la Costa Rica. La quietanza del pagamento è firmata con il nome di Amelia Jandoli. Mai Felice aveva parlato di questo suo piano e Sandrino ne rimane molto dispiaciuto perché lui stesso accarezza un'idea analoga. Convinto che Amelia abbia solo recitato la parte della sconosciuta, egli si avvia a incontrarla alquanto inasprito nei suoi riguardi.
Ma, al momento della visita, le cose si mostrano totalmente diverse: Amelia non ha mai scritto quella quietanza, ha una grafia differente e ciò sarebbe stato chiaro il giorno prima, se ella avesse dato a Pietro la lettera per lui e Sandrino. Non sa nulla di emigrazioni e riesce a conquistare il giovane con la singolarità della sua vita solitaria. Era rimasta orfana in tenera età e allevata da una zia, l'ultima badessa del convento in cui ora ha un appartamentino. Il ritratto della religiosa è appeso al muro. Sandrino è scombussolato, ma anche intenerito; decide di andarsene e Amelia lo accompagna all'uscita del complesso edificio. Nell'atrio i due vengono avvicinati dalla moglie del commendatore Salvati, convinta di riconoscere il giovane, ma che poi si scusa per l'errore. Amelia la conosce appena; sa solo che è una donna giovane e bella, molto ben vestita, adorata dal marito che la copre di regali.
Il banale incidente illumina la mente di Amelia; piantato in asso Sandrino, ella si affretta verso la basilica dello Spirito Santo, per poi uscire da un'altra porta e ritornare a casa non vista. Si reca immediatamente nell'appartamento della Salvati e le strappa una confessione: Marisa aveva pensato che Sandrino fosse il fratello Felice, del quale ignora la morte. I due erano stati amanti e la signora si credeva abbandonata. Aveva dato al ragazzo il nome di Amelia, per ragioni di segretezza legate, oltre che all'illecita relazione, anche alla faccenda sull'immigrazione. Infatti il marito di Marisa, il Salvati, si occupava di queste pratiche e lei lo aveva aiutato nel disbrigo burocratico, a tempo perso. Appresa la morte di Felice e l'insistenza con cui aveva chiamato una donna di nome Amelia Jandoli, la Salvati si dispera. È oltretutto incinta di Felice e il marito adorante le ha regalato due volpi di pelliccia, credendo che il bimbo in arrivo sia suo.
Tutte queste scoperte gettano Amelia in uno stato di crisi: il nome sfruttato per pratiche riprovevoli suscita in lei indignazione e raccapriccio; si fa sentire inoltre la consapevolezza che lei stessa mai è stata amata da qualcuno, mai baciata o gratificata di gesti affettuosi. Anche gli incontri con Sandrino sono diventati fonte di turbamento: una sorta di affetto, senza possibilità di concretizzarsi, si è impadronita di lei, che ora deve lottare per allontanare le sensazioni che l'assalgono. Qualche tempo dopo, mentre Amelia sta cucinando, nel corridoio arrivano il sacrestano Gaetanino e il commendatore Salvati: tra i due è in corso un difficile colloquio che giunge all'orecchio di Amelia. Gaetanino è venuto a sollecitare la pratica di emigrazione di un tale che minaccia una denuncia; dalla risposta del commendatore, la donna comincia a capire che tutto l'edificio è una truffa e che le emigrazioni sono solo il modo per incamerare denaro illegalmente.
A questo punto Amelia si chiede se sia il caso di avvertire Sandrino, il quale sperava di subentrare al fratello nella pratica, grazie al denaro già versato. Il precipitare dei fatti non consente però di arrivare a tanto: un giorno, tornando dal lavoro, Amelia trova il palazzo pieno di polizia: tutti cercano Salvati, denunciato da altri truffati. Egli ha fatto in tempo a darsi alla latitanza, ma la povera Marisa, sola e in avanzato stato di gravidanza, ha un trauma tanto forte che viene ricoverata d'urgenza. Presa da molti sentimenti in contrasto tra di loro, a sera inoltrata, Amelia raggiunge l'ospedale per avere notizie di Marisa e le viene indicata la cella mortuaria: un'emorragia l'ha uccisa nel dare alla luce il piccino. Facendosi coraggio, Amelia chiede del bimbo e apprende che è curato dal personale specializzato, ma se non si faranno vivi i parenti, tra qualche giorno verrà mandato all'orfanotrofio.
Dapprima sconvolta, ma poi rasserenata sulla strada da seguire, Amelia decide che sarà lei a prendere il bambino: lo chiamerà Felice.

## Personaggi
- L'autore Michele Prisco, trova nella sua casa di campagna (a Vico Equense) il manoscritto di un romanzo che non aveva più finito di scrivere. Decide di riprenderlo, ma la storia risale al 1952 e ormai sono passati circa 45 anni.
- Giovanni, amico di Prisco, un pittore di cui si vuole celare la vera identità.
- Amelia Jandoli, personaggio del romanzo abbandonato, diventa la protagonista di quello riscritto. Signorina di ottima educazione, vive sola in un monolocale di un ex convento; nella vita fa l'insegnante di ricamo in un educandato femminile.
- Pietro Ferrara, giovane vicino di casa della famiglia Caridei, cerca Amelia e, trovatala, la conduce da queste persone a lei sconosciute.
- Famiglia Caridei, è composta da due genitori, due giovani (Felice e Sandrino) e una ragazzina adolescente.
- Felice Caridei, sta morendo di malattia, quando riescono a contattare Amelia, che lui stesso ha invocato. I familiari non conoscono i suoi segreti.
- Sandrino, fratello di Felice, è geometra disoccupato e vorrebbe emigrare. Non era soliito confidarsi con il fratello, perciò rimane sbalordito quando scopre che anche Felice aveva le stesse intenzioni.
- Cristina, fidanzata di Sandrino, ha un lavoro di infermiera in una clinica privata.
- Marisa Salvati, vicina di casa di Amelia (i loro appartamenti si affacciano sullo stesso corridoio), è sposata al commendatore Salvati. I due non hanno figli. Marisa è una donna elegante, riceve molti regali dal marito, ma non gli è fedele.
- Commendatore Salvati, funzionario giunto dalla Puglia, ha un posto di riguardo e si occupa di una società che dovrebbe far emigrare le persone come Felice, bisognose di un futuro meno incerto.
- Gaetanino, sacrestano della basilica dello Spirito Santo.

## Edizioni
- Michele Prisco, Gli altri, Rizzoli, Milano 1999 ISBN 88-17-86084-0
- Michele Prisco, Gli altri, Biblioteca universale Rizzoli, Milano 2001 ISBN 88-17-86694-6